# Datsun Truck
Der Datsun Truck ist ein in den 1930ern eingeführter Pick-up, der von Datsun im Lauf der Generationen weltweit angeboten wurde.
Nach der Aufgabe der Marke Datsun durch den Mutterkonzern Nissan wurde das letzte Modell D21 ab 1986 als Nissan Pick-up in Europa angeboten, während es in Nordamerika statt Datsun nun zum Nissan D21 Truck wurde. Im Heimatmarkt Japan wurde der Datsun Truck in der Generation D22 noch bis 2002 angeboten und war somit das letzte offiziell produzierte und angebotene Modell von Datsun.
Der Pick-up basierte ursprünglich auf den von Datsun angebotenen Pkw und wurde in zahlreichen Modellgenerationen zu einem Markterfolg. Vor allem Gewerbetreibende waren begeisterte Käufer des Pick-up. Erst Anfang der 1980er Jahre entwickelte sich das Modell auch zu einem Freizeitmobil. Diese Weiterentwicklungen wie der Nissan Terrano, der auf dem D21 basiert, wurden aber nicht mehr als Datsun angeboten, da Mitte der 1980er Jahre die Marke Datsun mit Ausnahme des Pick-up von allen Exportmärkten verschwand.

## Modellgenerationen
- Datsun 13-17 Trucks 1934–1944; erste Modelle basierend auf den nahezu ersten Datsun Modellen 13,14,15,17
- Datsun 1121 Bauzeit 1946–1955.erstes Nachkriegsmodell von Datsun
- Datsun 120 1955–1957; basierend auf dem Datsun 110
- Datsun 220 1957–1961; basierend auf dem Datsun 210
- Datsun 320 1961–1965; basierend auf dem Datsun Bluebird 310
- Datsun 520 1965–1972; basierend auf dem Datsun Bluebird 410
- Datsun 620 1972–1979; eigenständige Karosserie
- Datsun 720 1979–1985; eigenständige Karosserie
- Datsun D21 1985–1997 nur in Japan und Südafrika
- Datsun D22 1997–2002 nur in Japan, importiert aus Nordamerika

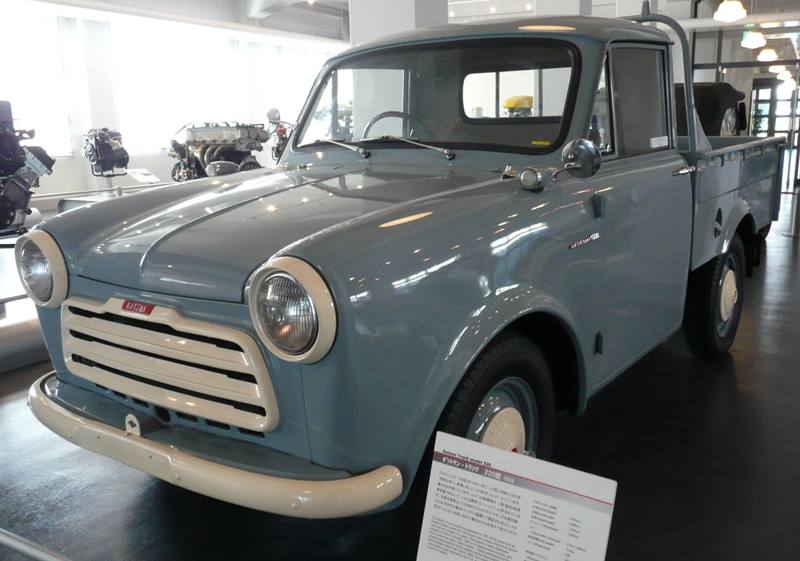
220 (1957–1961)
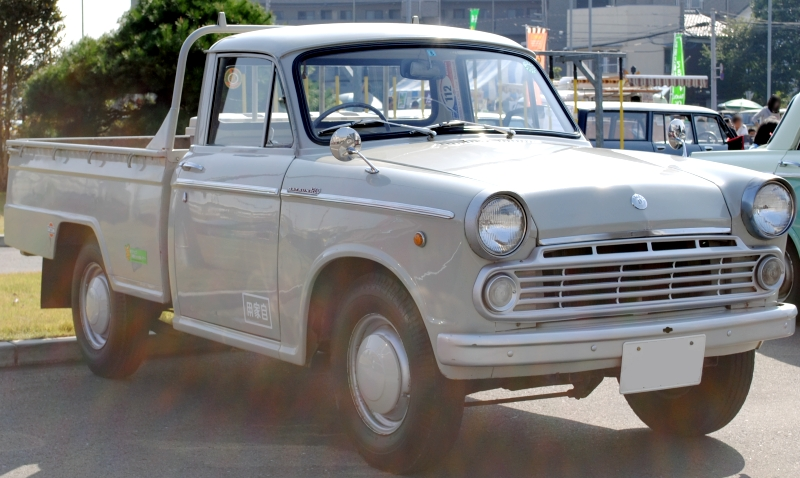
320 (1961–1965)
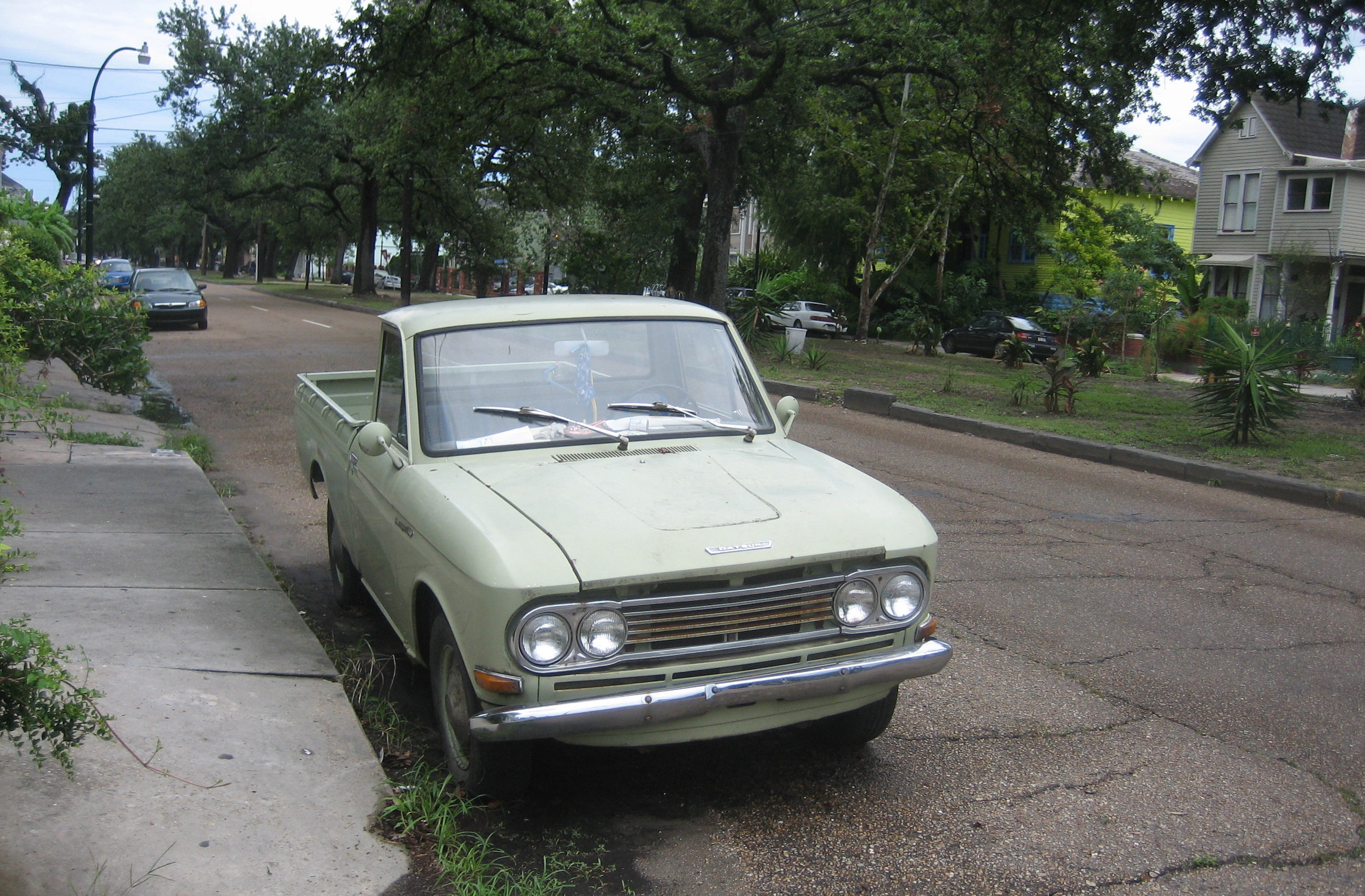
520 (1965–1972)
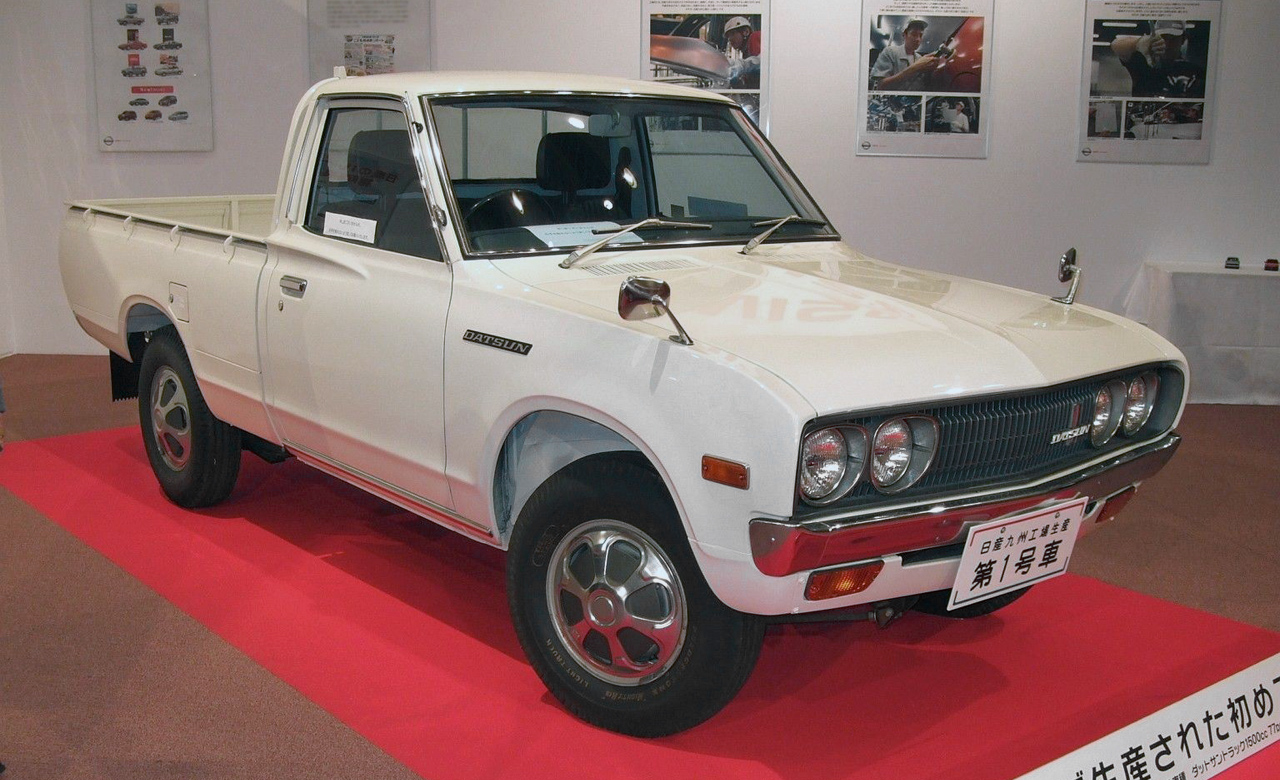
620 (1972–1979)
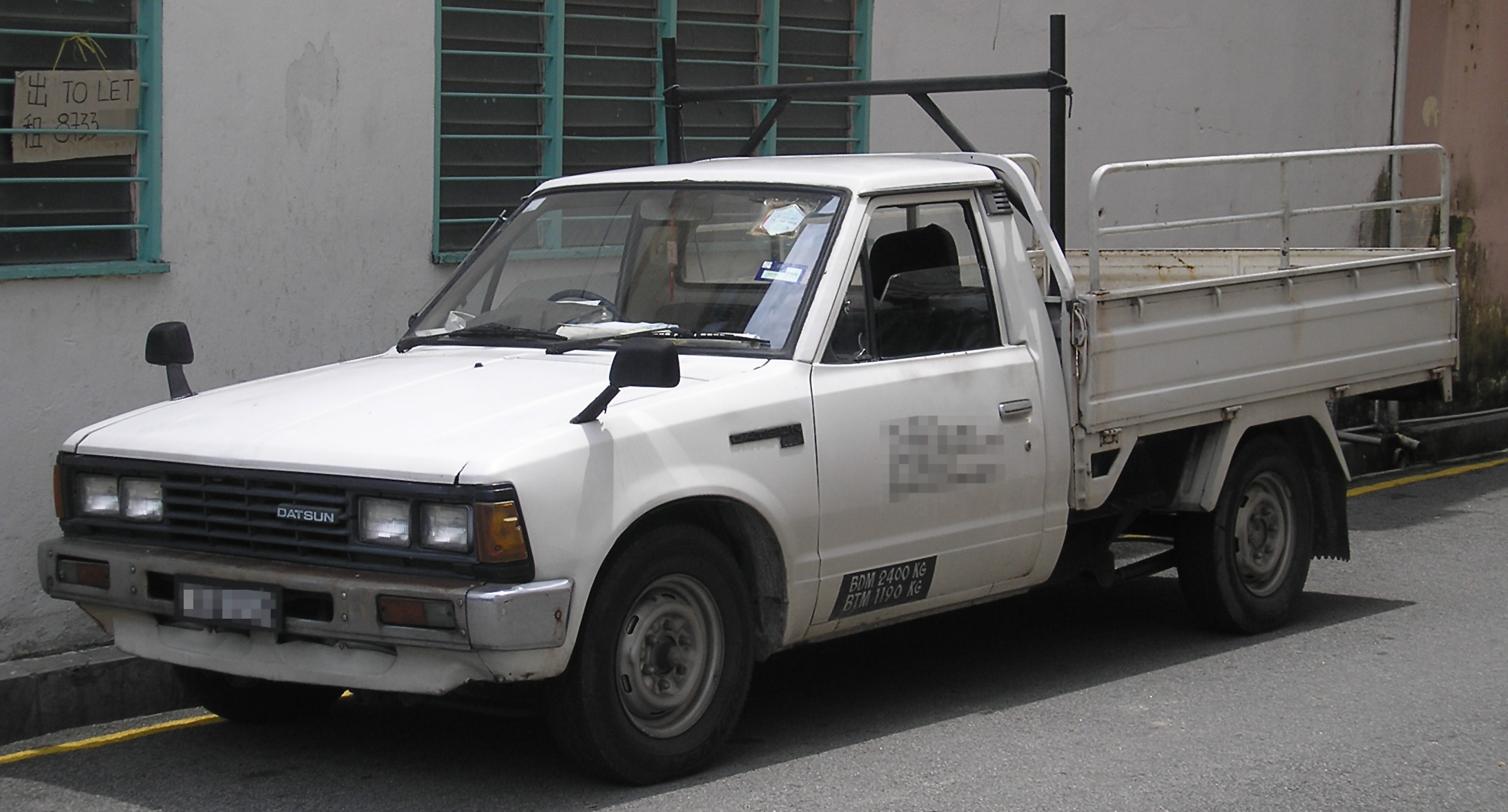
720 (1979–1985)
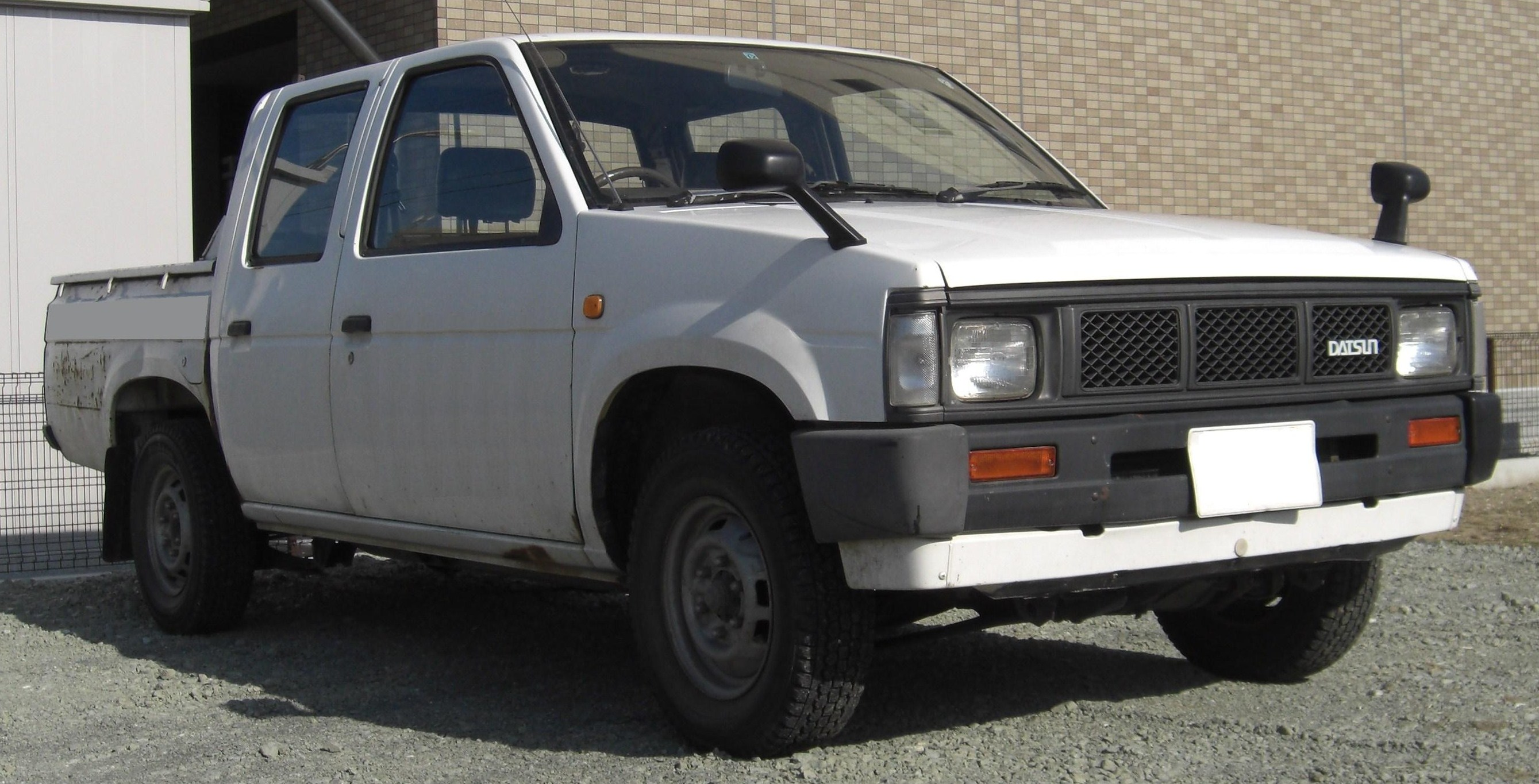
D21 (1985–1997)
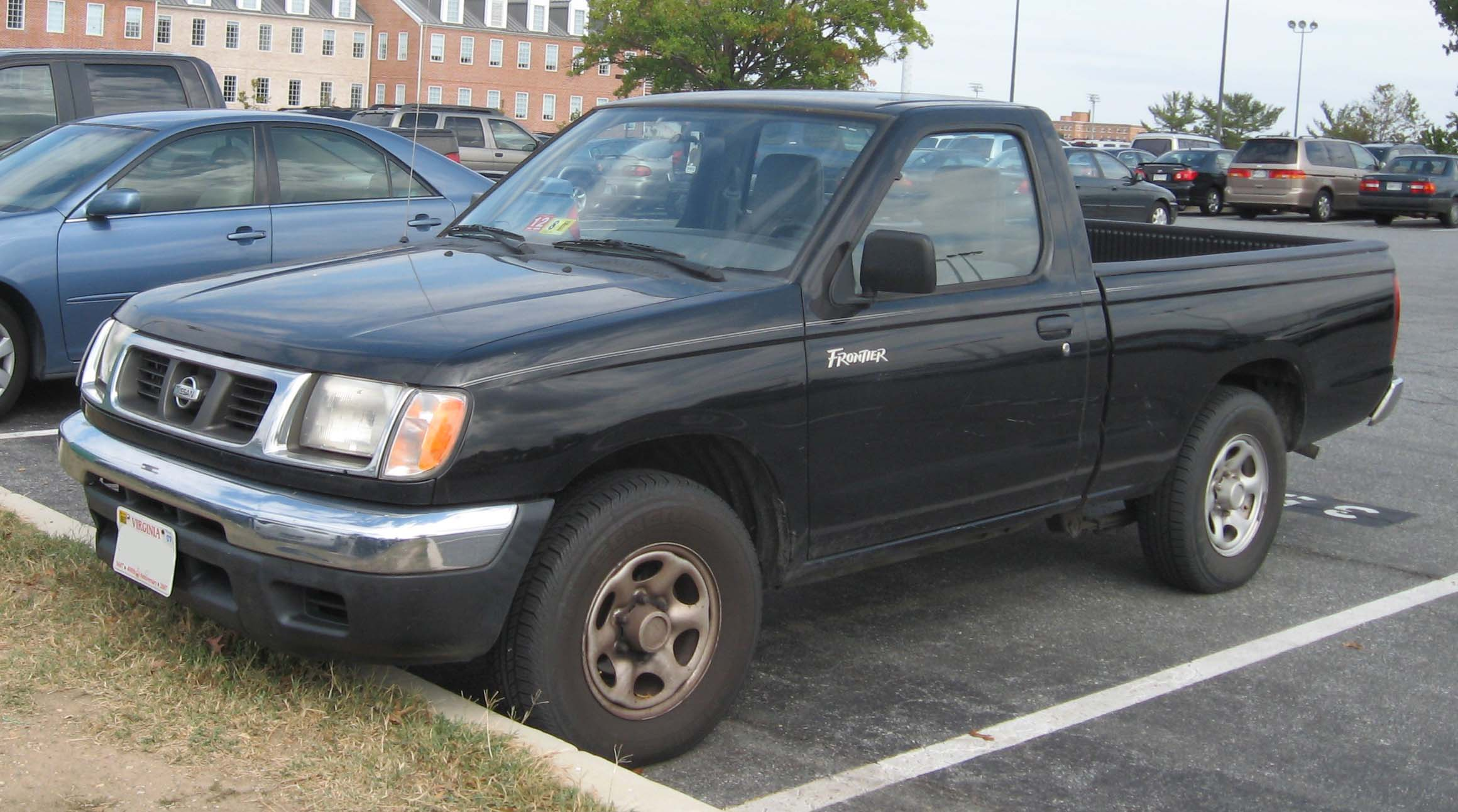
Nissan Frontier/Nissan Pick-up (1997–2002)